# Тајни непријатељ
Тајни непријатељ је други објављени детективски роман британске списатељице Агате Кристи први пут објављен у јануару 1922. у Уједињеном Краљевству од стране издавачке куће "The Bodley Head" и у Сједињеним Државама од стране издавачке куће "Dodd, Mead and Company" касније исте године. Издање у Великој Британији коштало је седам шилинга и шест пенија, а издање у САД 1,75 долара.
Књига представља ликове Томија и Тапенс који се појављују у још три Кристина романа и једној збирци кратких прича. Пет књига о Томију и Тапенс обухвата списатељску каријеру Агате Кристи. Велики рат је завршен, а радних места нема. Пријатељи из детињства Томи Бересфорд и Пруденс "Тапенс" Каули се састају и слажу да започну сопствени посао као Млади пустолови. Ангажовани су за посао који их обоје доводи у многа опасна стања, сусрећући се и са савезницима међу којима је и амерички милионер у потрази за својим сестром од тетке.
Рецензије су углавном биле позитивне на ову пустоловину која успева да сачува тајну архи-злочинаца до самог краја.
Књига је преведена на српски. Прво издање из 2005. преведено је као Тајни непријатељи, док је друго, из 2020. преведено као Тајни непријатељ.

## Радња
У Прологу, мушкарац тихо даје важне папире младој Американки јер је већа вероватноћа да ће преживети потапање РМС Луситаније у мају 1915.
Године 1919. у Лондону, демобилисани војник Томи Бересфорд упознаје ратну добровољку Пруденс „Тапенс“ Каули. Обоје су без посла и новца. Они формирају агенцију "Млади пустолови Д.О.О.". Господин Витингтон је пратио Тапенс како би јој понудио. Она користи псеудоним "Џејн Фин" што је запрепастило Витингтона. Он јој даје 50 фунти и онда нестаје. Радознали, они се оглашавају за податке у вези са Џејн Фин.
Оглас даје два одговора. Први је од господина Картера, кога Томи препознаје као вођу британске обавештајне службе из своје ратне службе који им прича о Џејн Фин на броду Луситанија када је потонуо. Добила је тајни уговор за испоруку америчком посланству у Лондону. Преживела је, али од тада није пронађен никакав траг ни о њој ни о уговору чије би објављивање сада угрозило британску владу. Они пристају да раде за њега упркос његовим упозорењима о опасном господину Брауну. Други одговор је од Џулијуса Хершимера, америчког мултимилионера и брата од тетке Џејн Фин који је одсео у хотелу "Риц". У намери да је пронађе, он је већ звао Скотланд Јард. Инспектор Браун је направио своју једину слику Џејн пре него што га је позвао прави инспектор. И они удружују снаге са Џулијусом.
Витингтон помиње име Рита Тапенс. Томи и Тапенс је проналазе међу преживелима из Луситаније, госпођу Маргарет Вандемајер. Витингтон и Борис Иванович напуштају Ритин стан када су стигли до зграде. Томи и Џулијус их прате. Томи прати Бориса до куће у Соху док Џулијус прати Витингтона до Борнмута. Томи прислушкује састанак бољшевичких завереника где бива ухваћен. Он одлаже своје погубљење тврдећи да је знао за споразум који је нестао. Тапенс обезбеђује сарадњу са Албертом, лифтомбојем из резиденције госпође Вандемејер да добије посао као њена собар и чује да ли Рита помиње господина Брауна. Следећи посетилац је сер Џејмс Пил Еџертон. Током слободног поподнева, Тапенс се састаје са Џулијусом у "Рицу". Џулијус је пратио Витингтона до приватне клинике и видео га да се састаје са медицинском сестром. Обоје су отишли пре него што је Џулијус успео да делује. Томи се није вратио. Тапенс говори то господину Картеру. Тапенс убеђује Џулијуса да затражи савет од сер Џејмса. Тапенс се враћа у Ритин стан рано и прекида Ритине припреме за бекство. После туче, Тапенс приморава Риту да призна да зна ко је господин Браун. Џулијус и сер Џејмс стижу, а госпођа Вандемајер је вриснула, срушила се и промрмљала „господин Браун“ Тапенс непосредно пре смрти. Џулијус је пронашао нешто у Ритином трезору.
Тражећи господина Витингтона, њих троје зову др. Хола са клинике. Нема ни Витингтона ни Џејн. Тапенс је изјурила напоље пошто је примила телеграм који је потписао Томи.
У кући у Соху, млада Францускиња Анет служи оброке Томију. Он је везан како би био убијен на другом месту. Анет организује његов бекство, али одбија да напусти кућу. Томи се враћа у "Риц" па он и Џулијус препознају Тапенсин телееграм као варку, али не успевају да је пронађу на датој адреси. Сер Џејмс открива Џејн Фин којој се вратило памћење након несреће. Она им говори где је сакрила споразум, али уместо тога проналазе поруку од господина Брауна. У Лондону, Томи упозорава господина Картера и сазнаје да се Тапенс удавила. Враћајући се у "Риц", он и Џулијус су се посвађали па је Џулијус напустио хотел. Док је тражио папир за писање у Џулијусовој фиоци, Томи проналази Анетину слику. Томи закључује да је Џејн Фин коју су упознали била намештаљка да се заустави њихова истрага. Томи добија изворни примерак телеграма послатог Тапенс и види да је њено одредиште измењено на примерку који је прочитао. Томи и Алберт настављају до тачног одредишта.
Томи открива кућу у којој су Тапенс и Анет. Тапенс баца поруку са свог прозора, а Алберт узвраћа одговор наводећи име гостионице у којој су одсели. Томи касније прима поруку од "Тапенс" и схвата ко је господин Браун.

## Ликови
- Томас Бересфорд: Томи, млади риђи Енглез који се борио у Великом рату, два пута рањен, сматран спорим, али постојаним и бистре главе у свом размишљању, у најбољем издању у тешком стању. У својим раним двадесетим.
- Пруденс Л. Каули: Тапенс, млада жена са црном шишаном косом, једно од неколико деце конзервативног архиђакона, служила је у ВАД-у током Великог рата. Она је савремерна и са стилом, брза и интуитивна у свом размишљању, брзо делује на своје замисли. У својим раним двадесетим.
- Џулијус П. Хершимер: Милионер из Америке, тражи своју сестру од текте Џејн Фин, девојку коју никада није упознао у Америци због породичне свађе. Он брзо размишља, брзо делује, а пошто је из Америке, носи пиштољ и зна да га користи. У својим раним тридесетим.
- Господин Картер: Енглез вешт у обавештајној служби и повезан са највишим политичким силама, познат само под овим презименом. Он тражи уговор и девојку која је могла да га однесе са брода.
- Џејн Фин: Американка, 18 година имала када је напустила САД, са добрим знањем француског језика, која је намеравала да ради у ратној болници током Великог рата. Пловила је на Луситанији и преживела је, носећи спис извесног Денверса.
- Маргарит Вандемејер: Рита, прелепа жена у друштву која је пратила Денверса на Луситанији. Она је повезана са завереницима и јединствено зна прави идентитет „господина Брауна“. Њен лик је челик и моћан и она сер Џејмса види друштвено. Умире од отрова.
- Алберт: Дечак лифтбој у згради у којој живи Рита Вандемејер, постаје помоћник Тапенс, а затим и Томија.
- Господин Витингтон: Члан завереника који први пут сусреће Томија и Тапенс док планирају свој заједнички подухват за ручком у ресторану. Изговарао је име Џејн Фин на улицама док је Томи пролазио поред њега.
- Борис Иванович, гроф Степанов: члан завере, који одржава везу са Витингтоном и Ритом.
- Господин Кремењин: руски бољшевик, који служи у Лондону и један од завереника, назван број један. Џулијус га бира да га одведе до девојака.
- Др. Хол: Води старачки дом у Борнмуту где је пре неколико година примио болесницу која пати од губитка памћења као сестричину Рите Вандемејер под именом Џенет.
- Сер Џејмс Пил Еџертон: посланик и истакнути зужилац Лондона, познат по томе што инагонски препознаје злочинца. Друштвено је и политички добро познат и виђен је као могући будући председник владе. Господин Картер поштује његову интелигенцију годинама уназад. Он види Риту друштвено. Познат је по својим убедљивим начинима.
- Господин Браун: Неухватљиви вођа завереника, који се често појављује као извесни Браун, али у мањој улози, тако да се други не сећају његовог изгледа. Он је кључ за све одлуке завереника, суптилан са подацима, свиреп или кобан према својим непријатељима, главни злочиначки ум тог доба.

## Књижевни значај и пријем
Након објављивања првог издања књиге, рецензирао га је часопис Књижевни додатак у свом издању од 26. јануара 1922. који га је описао као "вртлог узбудљивих пустоловина". У њему се наводи да су ликови Томија и Тапенс „освежавајуће изворни” и хвали се чињеница да је „идентитет главног злочинца, неухватљивог „господина Брауна”, вешто прикривен до самог краја”.

Критичар часописа Њујоршки преглед књиге (11. јун 1922.) је такође био задивљен: „Са сигурношћу се може тврдити да читалац неће знати ко је тај тајни непријатељ, осим ако не завири у последње поглавље приче. Ауторка бира да га открије." Рецензија је дала нешто налик похвали када је рекла да Кристијева „даје осећај веродостојности најбесмисленијим стањима и развоју догађаја“. Ипак је то је одато признање да
Госпођица Кристи има паметан стил брбљања који се лако претвара у забавне дијалоге и тако помаже читаоцу да буде задовољан док се трка са Томијем и Тапенс на трагу тајанственог господина Брауна. Многа стања су помало мољчана - изједена због честе употребе других писаца, али притом госпођица Кристи успева да им уложи нови осећај појединачности који их чини прилично упијајућим.
Роберт Барнард је описао роман као „прву и најбољу (без екстравагантне похвале) од прича о Томију и Тапенс. Он говори о томе како неустрашиви пар осујећује заверу да подстакне радничке немире и црвену револуцију у Британији коју је осмислио човек иза бољшевика. Добра реакционарна забава, ако сте за то расположени."
Неке додатне напомене у вези са књигом, које издавачка куће "The Bodley Head" користи за рекламирање наредних издања, су следеће:
- „Одлично штиво и читаоцу ће бити немогуће као и нама да га остави по страни док се загонетка не реши.“ — Дневна хроника
- „Својим читаоцима обећавамо узбудљиву пустоловну причу пуну бекства и много разочарања ако покушају да одгонетну загонетку пре него што је ауторка спремна да им да траг. — Одлична прича. — Суботњи преглед.
- „Атмосфера књиге је задивљујућа и сви ће причу читати са жаром. Књига је несумњиво успела.“ — Источно-енглеско дневно време.
- "Књига узбудљиве пустоловине. Сензационалне пустоловине које чине читање узбудљивим и задивљујућим. Госпођа Кристи је сигурно успела да напише причу не само забавну, већ и генијалну и невероватно паметну." — Ирска независност.

Једини критичар кога је толико занимала књига био је Кристин издавач Џон Лејн који је желео да она напише још један детективски роман по узору на Тајанствени догађај у Стајлсу.

## Прилагођавања

### Филм
Тајни непријатељ је био други Кристин рад који је претворен у филм. Произведен у Немачкој од стране друштва "Орплид Филм", објављен је у тој земљи 15. фебруара 1929. као Die Abenteurer G.m.b.H., неми филм који је трајао 76 минута. Објављен је у Великој Британији и САД под насловом Пустоловина Д.О.О.. Имена ликова из књиге су промењена у филму. Раније се сматрало да је изгубљен и био је ретко приказан у Народном филмском позоришту 15. јула 2001. године.

### Телевизија
Роман је два пута екранизован за телевизију 1983. и 2014. године.
Књигу је прилагодила Лондон Викенд Телевизија као 115-минутну драму и емитовала у недељу 9. октобра 1983. Екранизација је деловала као увод у десетоделној екранизацији збирке прича Ортаци у злочину снимљену са истим глумцима која је почела са емитовањем недељу дана касније под истоименим називом.
У фебруару 2014. године ББЦ је објавио да је наручио ТВ серију Ортаци у злочину са три епизоде као екранизацију романа Тајни непријатељ коју је написао Зини Харис. Емитована је у јулу и августу 2015. године обележавајући 125. годишњицу рођења даме Агате Кристи. Прва епизода емитована је у јулу 2015. године. Радња није смештена у раздобље после Великог рата тако да Томи и Тапенс нису млади људи тог доба него венчани и имају сина послатог у који иде у школу. Уместо тога, радња је смештена у 1952. годину уз помињање Хладног рата против Стаљина.
Тапенс игра Џесика Рејн, Томија Дејвид Валијамс а Џејн Фин Камила Мари Бипут. Риту Вандемајер игра Алис Криг. Господина Картера игра Џејмс Флит. Џулијуса Хершимера, Џејниног ујака у овој варијанти, игра Кларк Питерс. Алберт је постао Алберт Пембертон (Метју Стир), неко кога је Томи упознао током Другог светског рата, који познаје хемију и занимају га пустоловине Томија и Тапенс.

### Графички роман
Тајни непријатељ је објавио "HarperCollins" као прилагођавање у графички роман 20. маја 2008. године, а прилагодио га је Франсоа Ривије, а илустровао Френк Леслерк ( 0-00-727461-0). Ово је преведено из издања које је први пут објавила у Француској издавачка кућа "Emmanuel Proust éditions" 2003. године под насловом Господин Браун.

### Позориште
Тајни непријатељ Агате Кристи је први пут представљен на сцени 2015. године као продукција позориште "Ватермил" где је прилагођена по Кристином роману од стране Саре Паншон и Џохана Харија за друштво од седам глумаца. Представа је у два чина, описана је у публицитету као „пробуђена брзом акцијом, комедијом, живом музиком и дашком романтике“. Живу музику изводила је глумачка постава. Тапенс је глумиа Емералд О’Ханрахан, а Томија Гармон Рис. Отворен је и радио у позоришту "Ватермил" у играоници "Западни Беркшир" од четвртка 12. фебруара до суботе 21. марта, а затим је био на турнеји до суботе 9. маја и завршио се у позоришту "Ружа" у Кингстону.
Позориште "Велика језера" је 16. фебруара 2016. дебитовало са 70-минутним сценским прилагођавањем у оквиру свог образовног програма. Прилагођавање Дејвида Хансена изводи петоро (3 мушкарца, 2 жене), а већина извођача који игра више улога.